# سان-بيرنار (آن)
سان-بيرنار (بالفرنسية: Saint-Bernard)‏ هي بلدية فرنسية تقع في إقليم الآن. رمز إنسي لها هو:1339. أما الرمز البريدي لها فهو: 1600.